# Edwin Louis Teixeira de Mattos

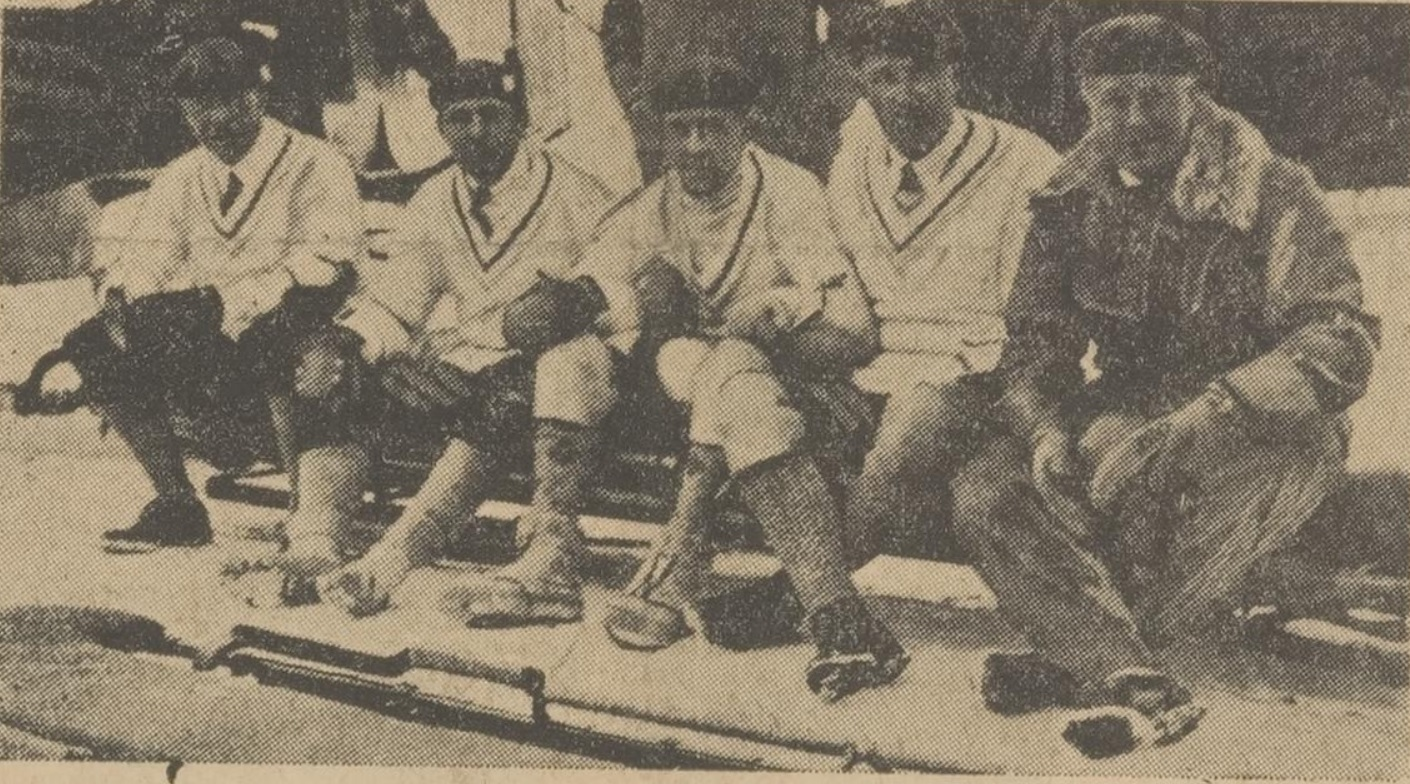
De Nederlandse ploeg op de Olympische Winterspelen 1928.
V.l.n.r.: C. van de Sandt, J.P. Delprat, E.L. Teixeira de Mattos, H.L. Dekking, J.H.P.F. Menten.

Jhr. Edwin Louis Teixeira de Mattos (Amsterdam, 28 januari 1898 – 's-Gravenhage, 15 januari 1976) was een Nederlands bobsleeër. Hij was lid van het eerste Nederlandse bobsleeteam dat deelnam aan de Olympische Winterspelen.

## Biografie
Teixeira was een lid van de familie Teixeira de Mattos en zoon van de bankier jhr. Henry Teixeira de Mattos (1867-1924) en van jkvr. Maria Johanna van den Berch van Heemstede (1873-1963). Hij trouwde in 1958 met Sabina Louise Hemiette
Baumgarten uit welk huwelijk geen kinderen werden geboren.
Nederland vaardigde in 1928 voor het eerst een olympische ploeg af naar de Winterspelen in Sankt Moritz, nadat in 1924 Chamonix-Mont-Blanc de eer had de eerste Olympische Spelen voor wintersporten te organiseren. Twee schaatsers en vijf bobsleeërs vormden de ploeg in Sankt Moritz.
Samen met Curt van de Sandt (captain), Jacques Paul Delprat, Henri Louis Dekking en Hubert Menten vormde Teixeira de Mattos het bobsleeteam. Het team werd 12e in een veld van 23 deelnemende teams.
Teixeira was referendaris bij de Rijksvoorlichtingsdienst.